# Gudrød Skirja
Gudrød Skirja Haraldsson (nórdico antiguo: Guðröður skirja) (n. 908) príncipe de Noruega en el siglo X, hijo de Harald I y Åshild, hija del rey de Ringerike Ring Dagsson. Fue rey (nórdico antiguo: konungr) vikingo de Mann. Según las sagas nórdicas, murió en batalla contra el jarl de Lade, Håkon Sigurdsson.